# Viața e vis

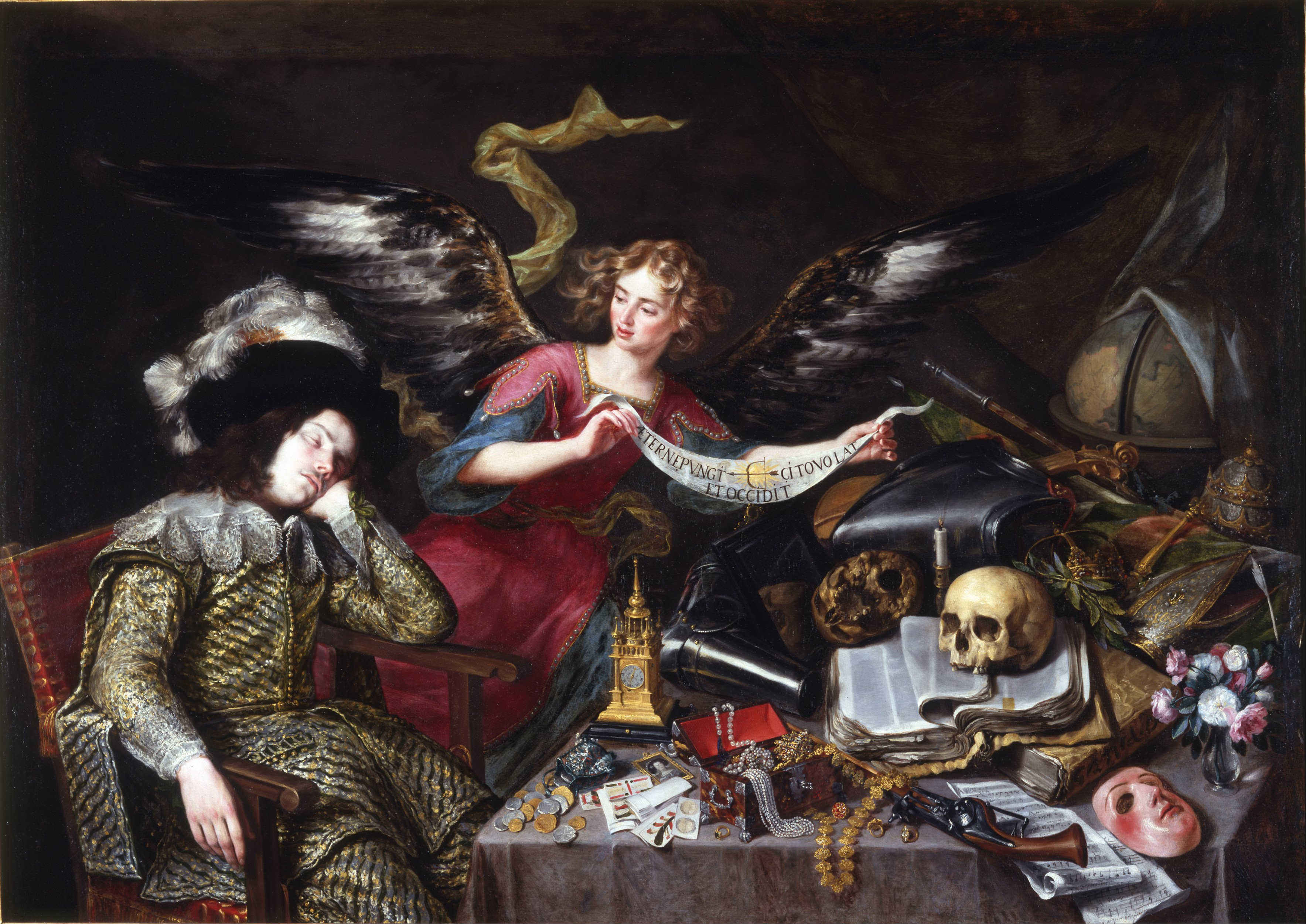
Visul sau viața cavalerului este un vis, o pictură a pictorului baroc Antonio de Pereda expusă la Academia de S. Fernando, Madrid.

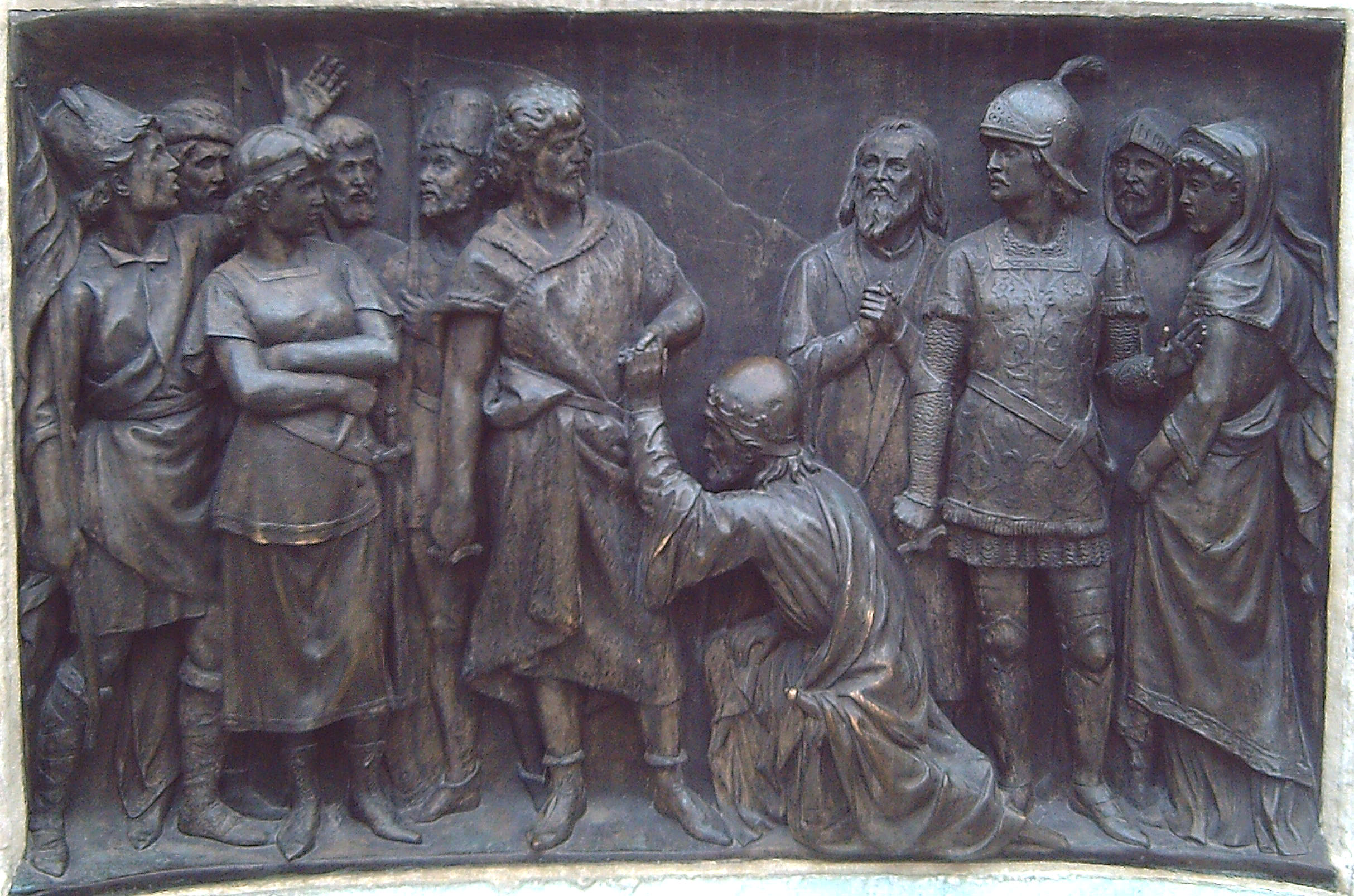
Viața este un vis. Relieful de bronz, detaliul monumentului lui Calderón din Plaza de Santa Ana din Madrid (Opera lui J. Figueras, 1878).

Viața e vis (în spaniolă La vida es sueño) este o operă de teatru a lui Pedro Calderon de la Barca lansată în 1635 și aparținând mișcării literare din baroc. Tema centrală este libertatea ființei umane de a-și configura viața, fără a fi lăsat dus de un presupus destin.
Concepția vieții ca vis este foarte veche, există referințe în gândirea hindusă, misticismul persan, morala budistă, tradiția iudeo - creștină și filozofia greacă. De aceea a fost chiar considerat un subiect literar.